# Randy Coffield
Randall Steve Coffield (Miami, 12 dicembre 1953) è stato un giocatore di football americano, di nazionalità statunitense, che ha gioca nel ruolo di linebacker per tre stagioni nella National Football League (NFL). Fu scelto nel corso del decimo giro (266º assoluto) del Draft NFL 1976 dai Seattle Seahawks. Al college ha giocato a football all'Università statale della Florida.

## Carriera professionistica
Dopo una stagione da 93 tackle nell'ultima annata disputata nel football universitario con i Florida State Seminoles, Coffield fu scelto nel corso del decimo giro del Draft 1976 dalla neonata franchigia dei Seattle Seahawks. Nella partita contro i San Diego Chargers, in svantaggio 16—10 con due minuti alla fine, Coffield mise a segno il tackle decisivo su Mitch Hoopes su una situazione di quarto down, consentendo ai Seahawks di recuperare il possesso del pallone e di giocare il drive della vittoria. Randy rimase solamente una stagione a Seattle, disputando 13 partite. Dopo non aver trovato una squadra nella stagione 1977, nel 1978 passò ai New York Giants con cui disputò le ultime due stagioni della carriera, giocando un totale di 11 partite.

## Vittorie e premi
Nessuno

## Statistiche
| Partite totali | 24 |